# Greci (Tulcea)
Pour les articles homonymes, voir Greci.
Greci est une commune roumaine située dans le județ de Tulcea.